# Hemoglobina C
La hemoglobina C (HbC) es una hemoglobina anormal (variación de la hemoglobina A) en la cual hay una sustitución de un residuo de ácido glutámico por un residuo de lisina en la posición 6 de la cadena de ß-globina.

## Importancia clínica
Esta mutación reduce la plasticidad normal de los eritrocitos causando una hemoglobinopatía. En aquellos que son heterocigotas para esta mutación, cerca del 28 a 44% de su hemoglobina (Hb) total es HbC, y no desarrollan anemia.
En los homocigotas, casi toda la Hb está en la forma de HbC, dando lugar a una anemia hemolítica leve.

## Presentación
En el frotis de sangre de un paciente homocigota se encuentran células diana, microesferocitos y cristales HbC.

## Combinaciones con otras condiciones
Existen casos de individuos heterocigotas para HbC y HbS (Hb de la drepanocitosis), o para HbC y talasemia, en quienes se presentan anemias hemolíticas atípicas. La formación de células falciformes es mayor en la enfermedad con Hb SC.

## Epidemiología
El gen de hemoglobina C se encuentra en un 2-3% de la población negra de los EE. UU., mientras que el 8% de esa población tienen el gen de la hemoglobina S (falciforme). Por lo tanto la enfermedad de la hemoglobina SC es mucho más frecuente que la enfermedad de la hemoglobina CC (homocigota para HbC). La hemoglobina C se encuentra principalmente en los yorubas (grupo étnico que constituye el 30% de la población total de Nigeria). También se encuentra en zonas del oeste de África, como Ghana, donde vivieron los yorubas.